# Vârful Găina, Masivul Găina
Vârful Găina, Masivul Găina este denumirea geografică a Vârfului Găina, care este cel mai înalt vârf al Masivului Găina, situat în partea centrală a lanțului muntos al Carpaților Occidentali, având 1.486 m. 
A fost atestat prima dată în 1816 și se desfășoară în duminica cea mai apropiată de sărbătoarea Sfantului Ilie.

## Târgul de fete de pe Muntele Găina
În Țara Moților, ținut din Munții Apuseni, Ardeal, în apropierea localității Avram Iancu, Alba se află Masivul Găina.  
Vara, în ziua de Sfântul Ilie (tradițional la 20 iulie) sau în cea mai apropiată duminică de ziua Sfântului Ilie (de fapt, pe vremuri, se ținea în prima duminică de după sărbătoarea sfinților Petru și Pavel, dar după "stil vechi", iar prin introducerea calendarului gregorian, "stil nou", s-a ajuns în preajma sfântului Ilie), are loc Târgul de fete la care participă fetele de măritat sau fetele mari care vor sa fie pețite de feciori. Pregătirea pentru  această sărbătoare poate să dureze ani de zile pentru fetele care aduc și zestrea primită de la părinți și rude împachetată în frumoase lăzi de zestre sculptate cu diferite motive florale. 
Organizatorii sunt delegați din satul Vidra (numiți vidrești) și din satul Bulzești (numiți crișeni). 
Serbarea începe dimineața devreme.  Familiile cu fete de măritat vin cu corturi unde se expune zestrea fetelor. În același timp, se pot cumpăra și unelte agricole aduse de crișeni.  Schimbarea de năframă se produce la alegerea miresei, după care se prânzește (ospăț) cu cântec de lăutari.  Localnicii cred că numai aici, pe Muntele Găina, o cununie aduce noroc și fericire.